# آدریانو (بازیکن فوتبال، زاده ژوئیه ۱۹۸۵)
آدریانو آلوز دوس سانتوس (به پرتغالی: Adriano Alves dos Santos) مدافع اهل برزیل است که در شهر دورادوس و در تاریخ ۱ ژوئیهٔ ۱۹۸۵ به دنیا آمده‌است. آدریانو در تیم‌های فوتبال Náutico سابقهٔ حضور دارد.